# Passage Susan Sontag
Le passage Susan Sontag est une voie du 19e arrondissement de Paris, en France.

## Situation et accès
Le passage Susan Sontag est une voie piétonne située dans le 19e arrondissement de Paris. Il débute au 189, boulevard Macdonald et se termine au 60, rue Cesária-Évora. Il passe sous l'ancien entrepôt Macdonald. Le tramway T3b emprunte la voie. Depuis décembre 2015, le passage permet de connecter le boulevard Macdonald à la gare Rosa-Parks du RER E.

## Origine du nom

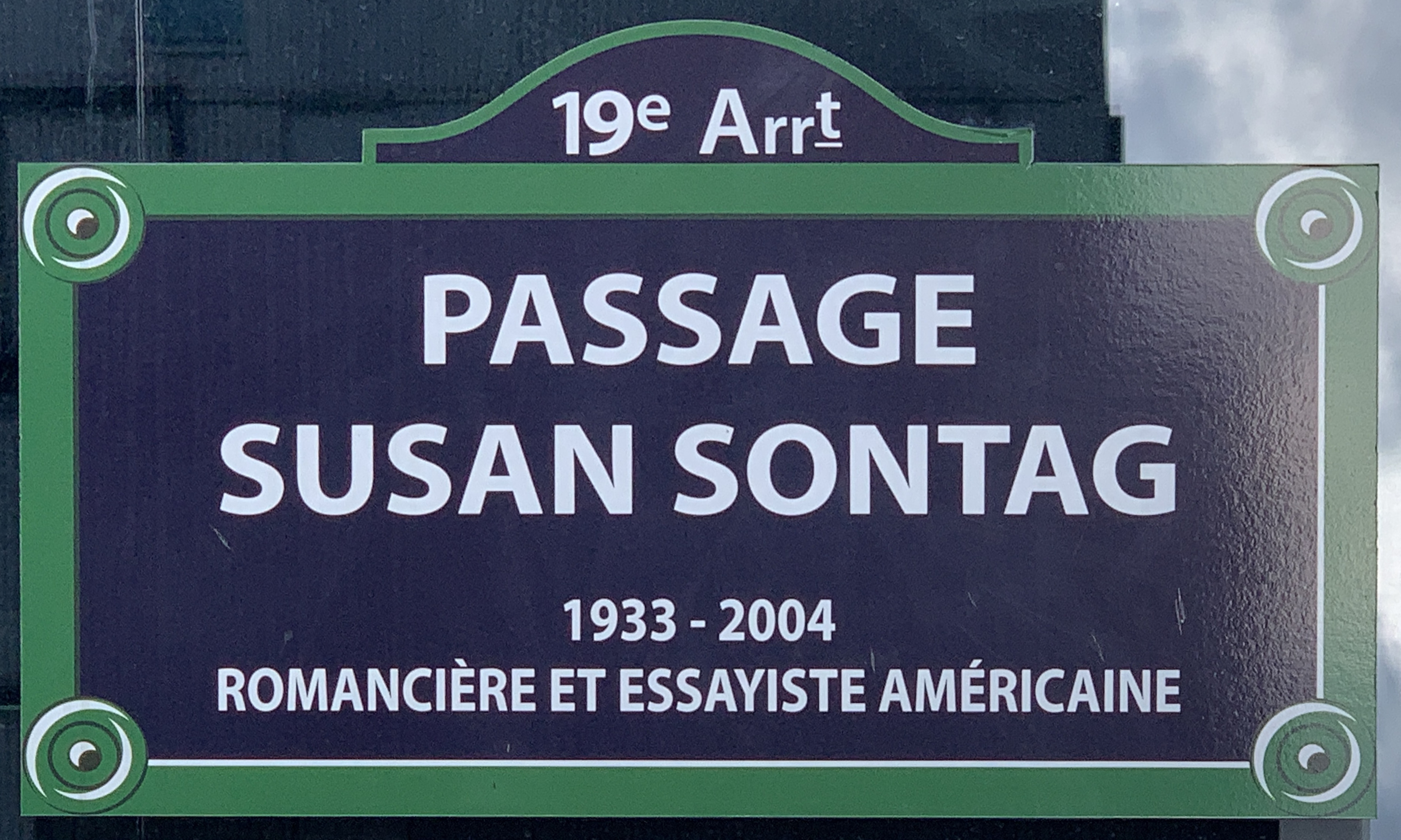
Plaque du passage.

Elle porte le nom de l'essayiste, romancière et militante américaine Susan Sontag (1933-2004).

## Historique
La voie est créée dans le cadre de l'aménagement du GPRU Paris Nord-Est - secteur Macdonald sous le nom provisoire de « voie ER/19 » et prend sa dénomination actuelle par un arrêté municipal du 17 juin 2014. 